# Mount Pleasant (New York)
Mount Pleasant is een town (gemeente) in de Amerikaanse staat New York, en valt bestuurlijk onder Westchester County. Het bestaat uit de dorpen Pleasantville en Sleepy Hollow, en de gehuchten Valhalla, Hawthorne, Pocantico Hills, en Thornwood. Het ligt ongeveer 42 km ten noorden van Midtown Manhattan.

## Geschiedenis
Het gebied was in de 17e eeuw eigendom van Frederick Philipse uit Bolsward die op het landgoed Philipsburg Manor woonde. In 1842 werd een station gebouwd in Pleasantville aan de Harlem Line, en begon het gebied zich te ontwikkelen en werden fabrieken gesticht. Tussen 1906 en 1913 werd de villa Kykuit gebouwd in Pocantico Hills voor John D. Rockefeller, de oprichter van Standard Oil. De villa bleef vier generaties in handen van de familie Rockefeller en is sinds 1979 een museum.

## Demografie
In 2020 telde Mount Pleasant 44.436 inwoners. 71,1% van de bevolking is blank; 4,8% is Aziatisch; 4,7% is Afro-Amerikaans en 18,0% is hispanic ongeacht ras of etnische groepering. In 2019 was het gemiddelde gezinsinkomen US$129.941, en ligt fors boven het gemiddelde van de New York ($72.108).

## Bekende inwoners
- Frederick Philipse (1626-1702), grootgrondbezitter en heer van Philipse Manor
- Washington Irving (1783-1859), auteur
- John D. Rockefeller (1839-1937), zakenman, kapitalist en filantroop[6]
- John D. Rockefeller III (1906-1978), zakenman en filantroop
- Morgana King (1930-2018), zangeres en actrice
- Bobby Scott (1937-1990), muzikant, orkestleider, en songwriter
- Larry James (1947-2008), atleet, Olympisch kampioen estafette (1968)
- Michael C. Williams (1973), acteur

## Galerij

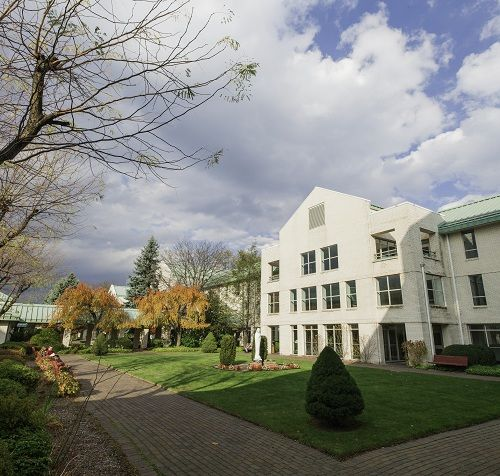
Campus EF Academy
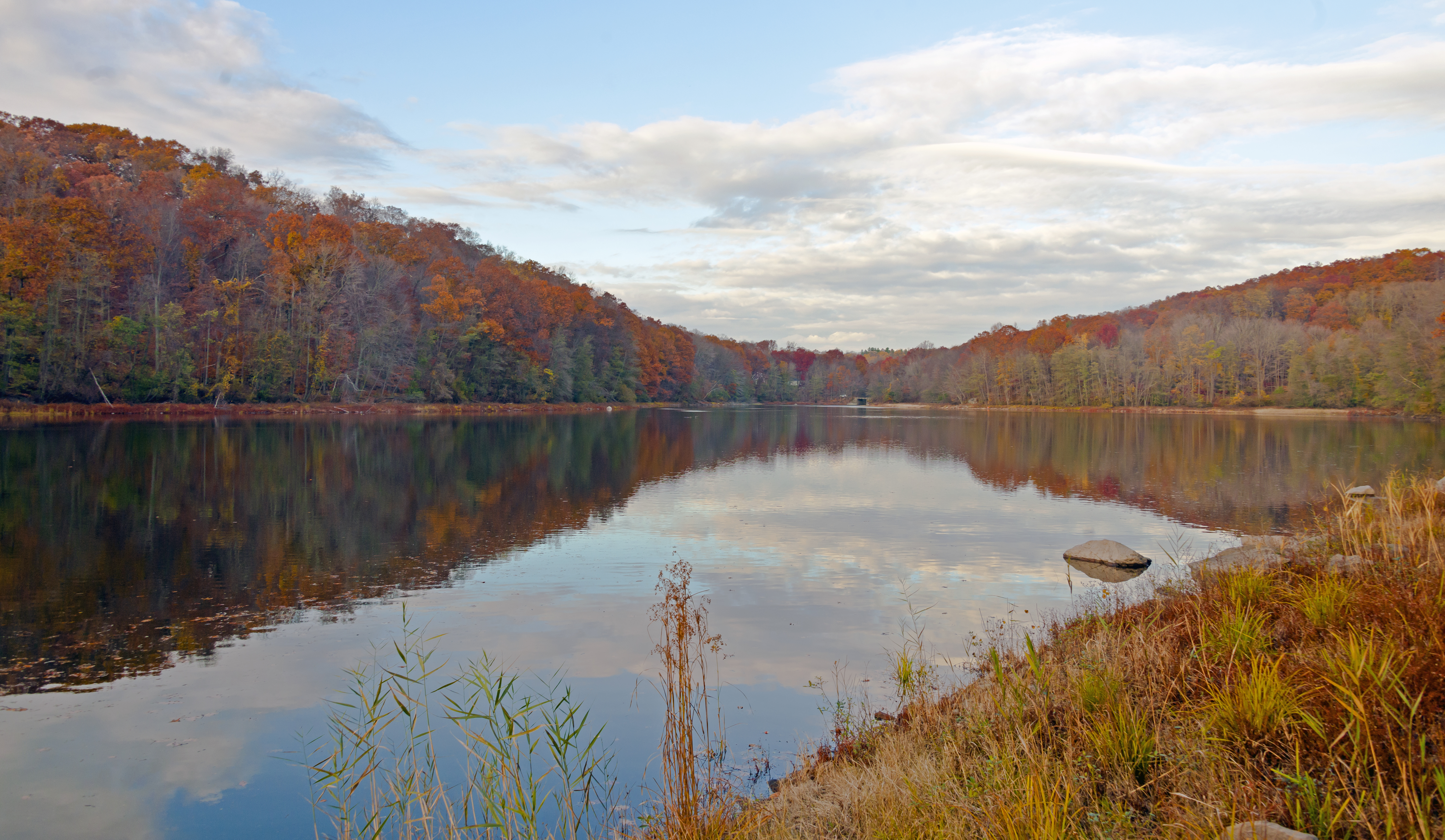
Pocantico Lake
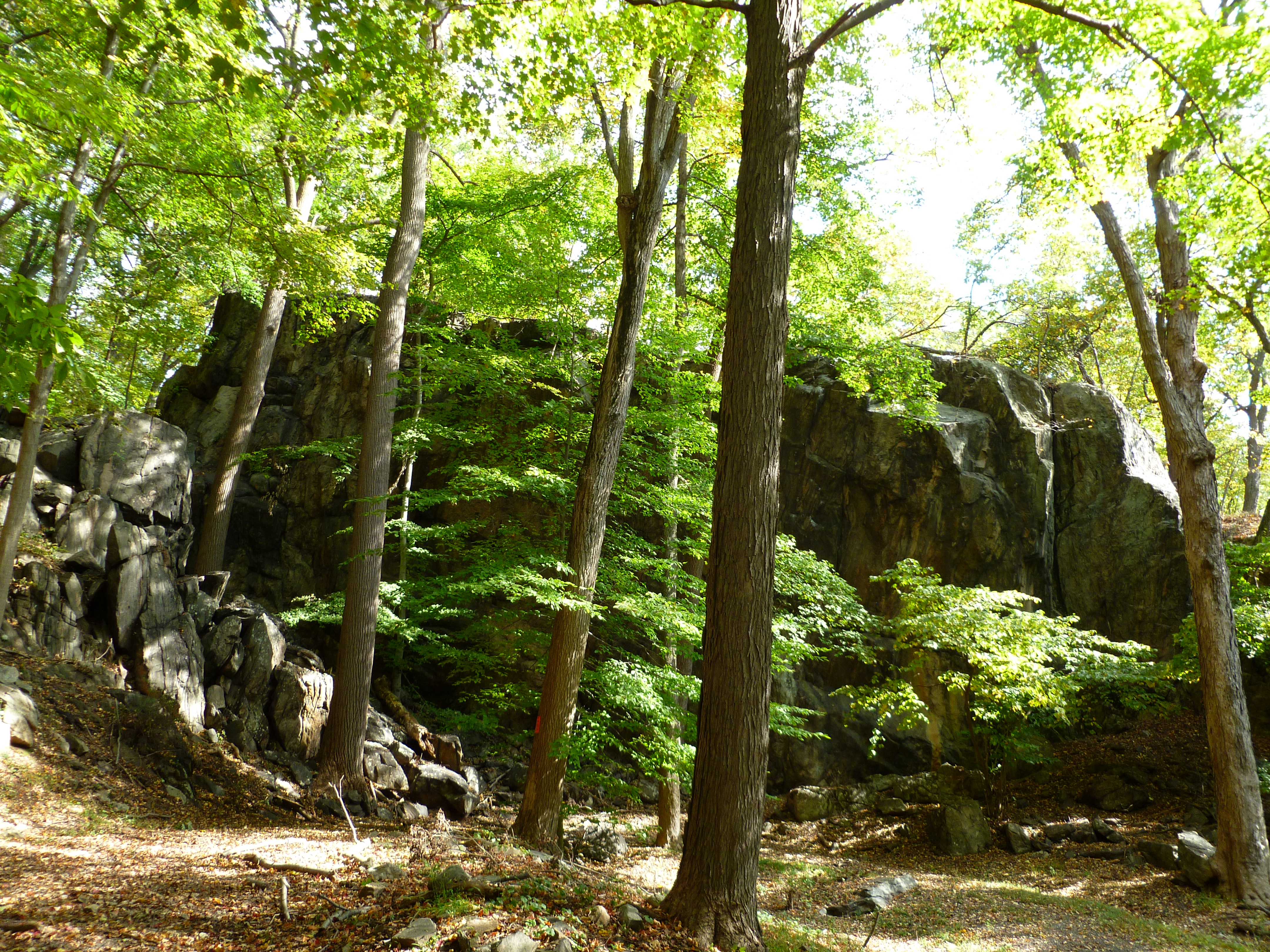
Raven Rock
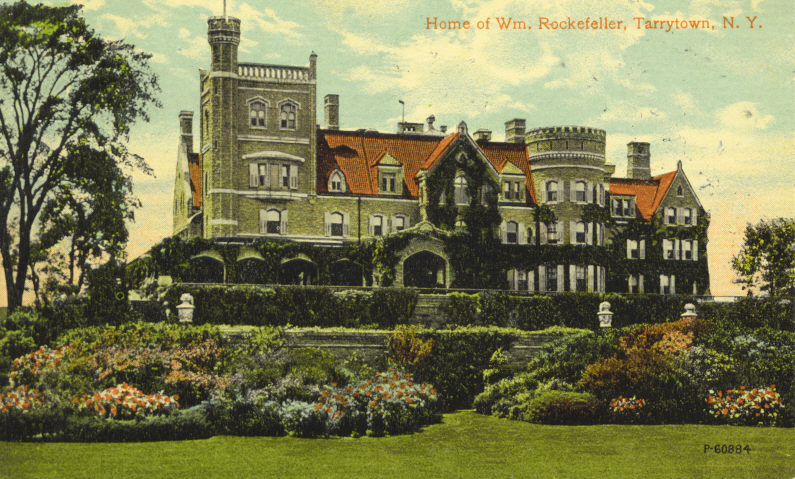
Kykuit, museum en voormalig woonhuis van de Rockefellers

- MusicBrainz: ea818796-0af6-41a8-ad38-c5a0afebb0c1
- Virtual International Authority File: 3148207934200342821